# السبيتات (الشياضمة)

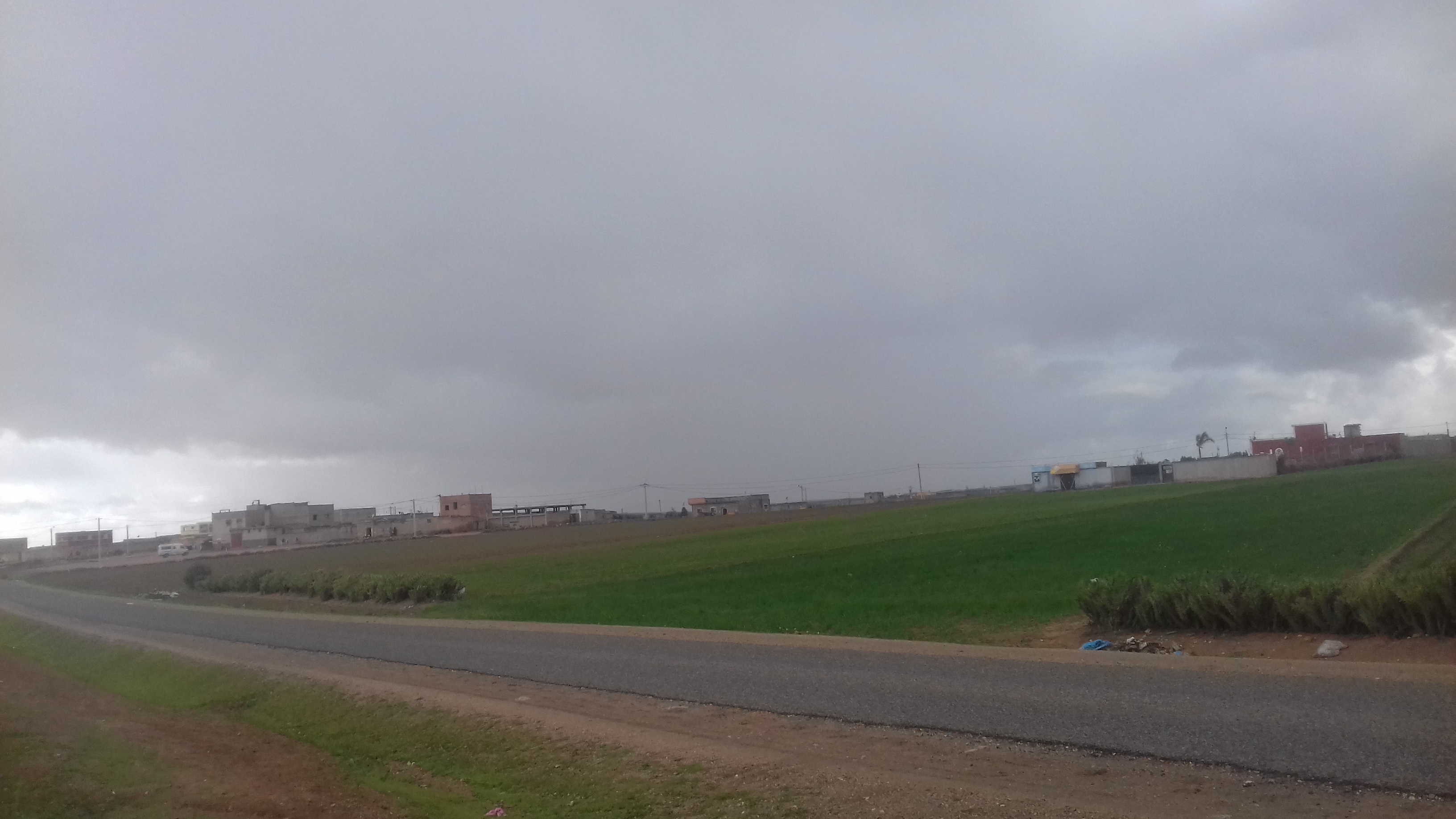
صورة جانبية للدوار والطريق الرابطة بينه وبين البريكيين

السبيتات هو دُوَّار يقع بجماعة البريكيين، إقليم الرحامنة، جهة مراكش آسفي في المملكة المغربية. ينتمي الدوّار لمشيخة الشياضمة التي تضم 11 دوار. يقدر عدد سكانه بـ 1048 نسمة حسب الإحصاء الرسمي للسكان والسكنى لسنة 2004. تتركز أنشطة سكان المنطقة على الفلاحة.

## روابط خارجية
- البوابة الوطنية للجماعات الترابية
- المندوبية السامية للتخطيط